# Гурбанлы, Мубариз
Мубариз Гахраман оглы Гурбанлы (азерб. Mübariz Qəhrəman oğlu Qurbanli; род. 7 января 1954, Махмудлу, Шамкир, Шамхорский район) — государственный и общественный деятель Азербайджана. Председатель Государственного комитета по работе с религиозными структурами Азербайджана (2014—2024).

## Биография
Мубариз Гурбанлы родился 7 января 1954 года в селе Колтехнели Шамкирского района.
С отличием окончил исторический факультет Азербайджанского государственного университета. В 1978—1982 годах работал учителем в средней школе села Колтехнели Шамкирского района. В 1982—1985 годах в аспирантуре (очная форма обучения) Азербайджанского государственного университета. После окончания аспирантуры работал преподавателем, старшим преподавателем, доцентом заведующим кафедрой и проректором Азербайджанского государственного институт искусств имени М. А. Алиева.
В 1995—2010 годах был избран депутатом Милли меджлиса Азербайджана первого, второго, третьего и четвертого созывов. Являлся членом комитета Милли меджлиса по правовой политике и государственному строительству, председателем Счетной комиссии. В 1996—2014 осуществлял деятельность в качестве члена азербайджанской делегации в Парламентской ассамблее Черноморского экономического сотрудничества и заместителя председателя комитета. Является членом Политического совета и Правления партии «Ени Азербайджан», заместителем исполнительного секретаря партии. За активное участие в общественно-политической жизни республики распоряжением Президента Азербайджанской Республики от 6 января 2014 года был награжден орденом «Шохрат». Указом Президента Азербайджанской Республики от 21 июля 2014 года назначен председателем Государственного комитета по работе с религиозными образованиями Азербайджанской Республики. Мубариз Гурбанлы — доктор философии по истории.
С 27 декабря 2018 года он является председателем Попечительского совета Азербайджанского института теологии.
На VII съезде партии «Ени Азербайджан» (5 марта 2021 года) избран членом правления YAP.
В 2024 году на парламентских выборах в Азербайджане, которые состоялись 1 сентября, одержал победу в Самух-Шамкирском избирательном округе № 101. Официально избран депутатом Милли Меджлиса Азербайджана седьмого созыва, первое заседание которого состоялось 23 сентября 2024 года.
Является автором многочисленных научных, научно-публицистических, теоретических, политологических статей и нескольких книг.
Женат, имеет двух детей.

## Награды
- 6 января 2014 —  Орден «Слава» — за активное участие в общественно-политической жизни Азербайджанской Республики [5].
- 7 января 2024 —  Орден «За службу Отечеству» 2-й степени — за плодотворную деятельность в общественно-политической жизни Азербайджанской Республики[6].